# Bellis perennis
A espécie Bellis perennis, também designada pelos nomes populares margarida, margarita, margarida-vulgar, margarida-menor, margarida-comum, margarida-inglesa, bonina, bela-margarida, sempre-viva, margaridinha, mãe-de-família, margarida-rasteira, rapazinho ou rapazinhos, é uma planta vivaz da família das Asteraceae. Existem muitas variedades híbridas, utilizadas em floricultura, com lígulas brancas, rosadas, vermelhas ou roxas, de forma simples ou dobrada.

## Descrição

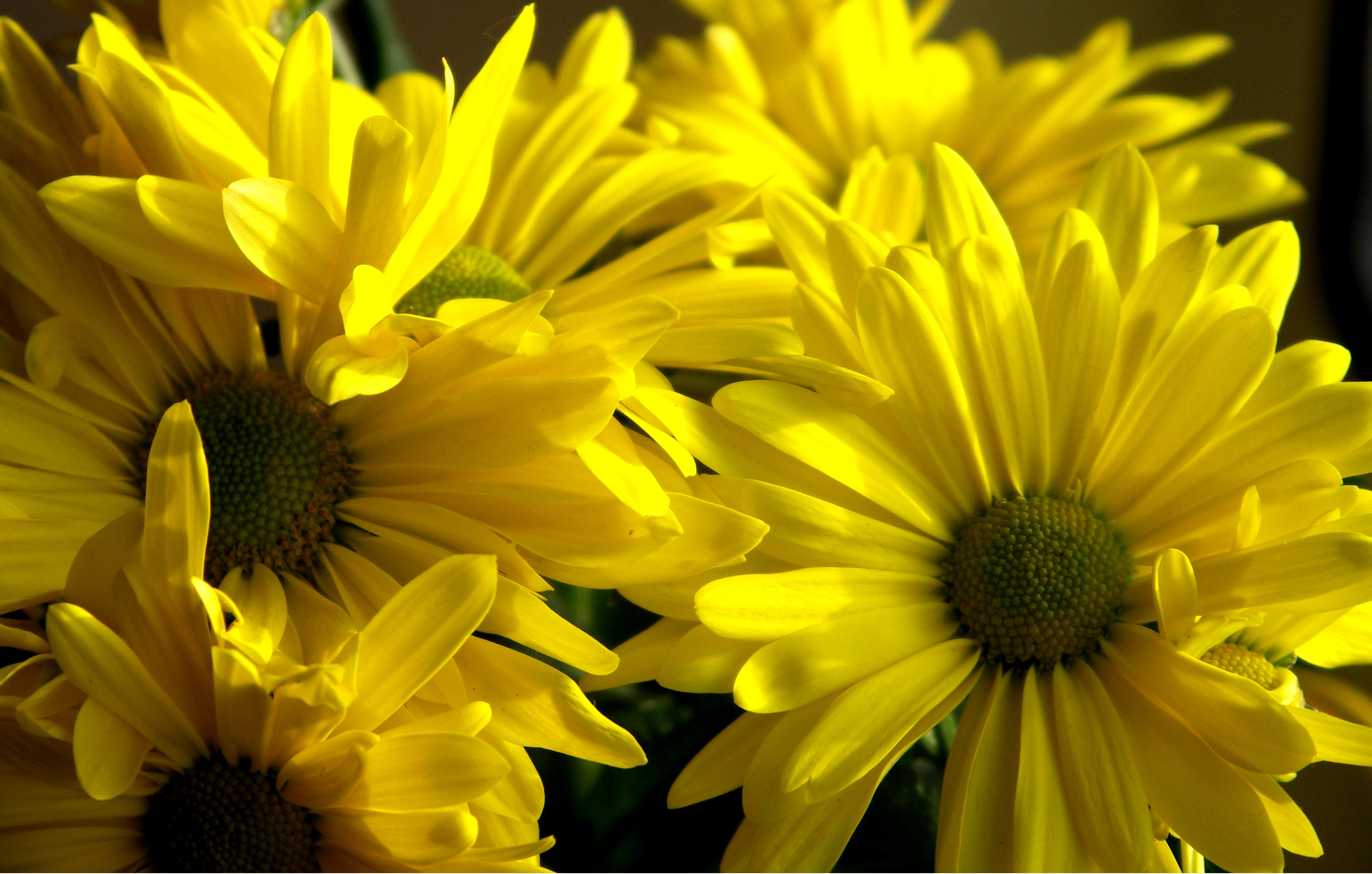
Margaridas-amarelas

As suas inflorescências aparecem isoladas, sobre um comprido pedúnculo que parte de uma roseta basal (as folhas ficam dispostas no chão, em forma circular). Não atingem grandes dimensões, variando a sua altura entre 2 e 5 centímetros. Multiplica-se por pequenos estolhos que formam um rizoma. As folhas têm forma espatulada (ligeiramente semelhantes a colheres, com o pecíolo medindo cerca de metade do comprimento do limbo), com algumas variações, com margem crenada ou serrada, com alguma penugem, pelo menos na sua forma juvenil. As flores, hermafroditas, têm a forma de pequenos tubos amarelos, dispostos em capítulo (o disco amarelo, no centro), com lígulas ou flores femininas brancas ou avermelhadas à sua volta (chamadas impropriamente de pétalas pela linguagem corrente). As suas sementes são ovadas (cipsela) e pubescentes (com penugem).

## Distribuição
É uma planta comum no continente europeu, onde é espontânea junto aos caminhos e nos pastos de erva rasteira. Durante a época colonial, foram levadas para o continente americano. É espontânea também nos Açores e na Madeira.

## Plantas semelhantes
- Leucanthemum vulgare
- Macela
- Matricária